# باشگاه والیبال فرش محتشم کاشان
باشگاه والیبال فرش محتشم کاشان یک باشگاه والیبال ایرانی است که سال ۱۳۹۶ در کاشان تأسیس شد و برای اولین بار در لیگ برتر والیبال ایران شرکت کرد.